# Шодз-Эг
Шодз-Эг (фр. Chaudes-Aigues, окс. Chaldasaigas) — коммуна во Франции, находится в регионе Овернь. Департамент — Канталь. Административный центр кантона Шодз-Эг. Округ коммуны — Сен-Флур.
Код INSEE коммуны — 15045.

## География
Коммуна расположена приблизительно в 450 км к югу от Парижа, в 105 км южнее Клермон-Феррана, в 50 км к востоку от Орийака.

## Население
Население коммуны на 2008 год составляло 954 человека.
| 1962 | 1968 | 1975 | 1982 | 1990 | 1999 | 2008 |
| ---- | ---- | ---- | ---- | ---- | ---- | ---- |
| 1218 | 1114 | 1187 | 1186 | 1110 | 986  | 954  |

## Администрация
| Период | Период | Фамилия             | Партия                             | Примечания               |
| ------ | ------ | ------------------- | ---------------------------------- | ------------------------ |
| 1953   | 1995   | Пьер Рейналь        | Объединение в поддержку республики |                          |
| 1995   | 2008   | Пьер Брус           | Союз за народное движение          |                          |
| 2008   |        | Маделен Баумгартнер | Разные правые                      | член генерального совета |

## Экономика
В 2007 году среди 584 человек в трудоспособном возрасте (15—64 лет) 436 были экономически активными, 148 — неактивными (показатель активности — 74,7 %, в 1999 году было 73,6 %). Из 436 активных работали 401 человек (219 мужчин и 182 женщины), безработных было 35 (12 мужчин и 23 женщины). Среди 148 неактивных 38 человек были учениками или студентами, 71 — пенсионерами, 39 были неактивными по другим причинам.

## Достопримечательности
- Часовня Божией Матери Милосердия (середина XIX века). Памятник истории с 2006 года[3]
- Церковь Сен-Блез-э-Сен-Мартен (XV век). Памятник истории с 2006 года[4]
- Башня Куффур (XV век). Памятник истории с 1969 года[5]
- Замок Монвалла (XVI век). Памятник истории с 2000 года[6]
- Музей геотермальной энергетики и гидротерапии

## Фотогалерея

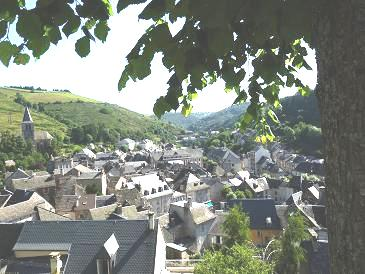
Шодз-Эг
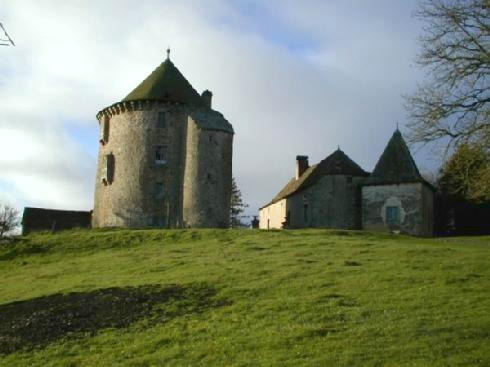
Башня Куффур
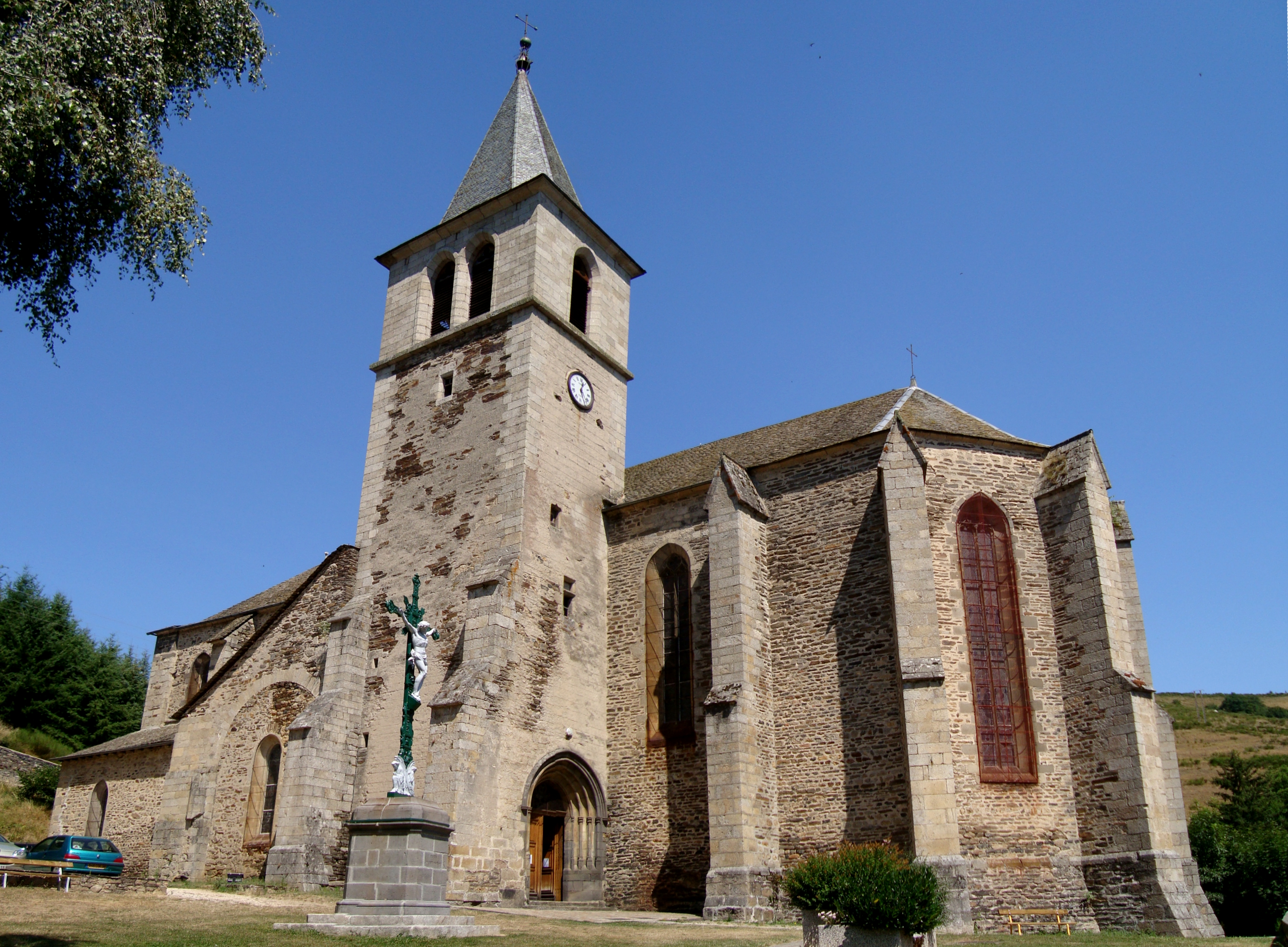
Церковь Сен-Блез-э-Сен-Мартен
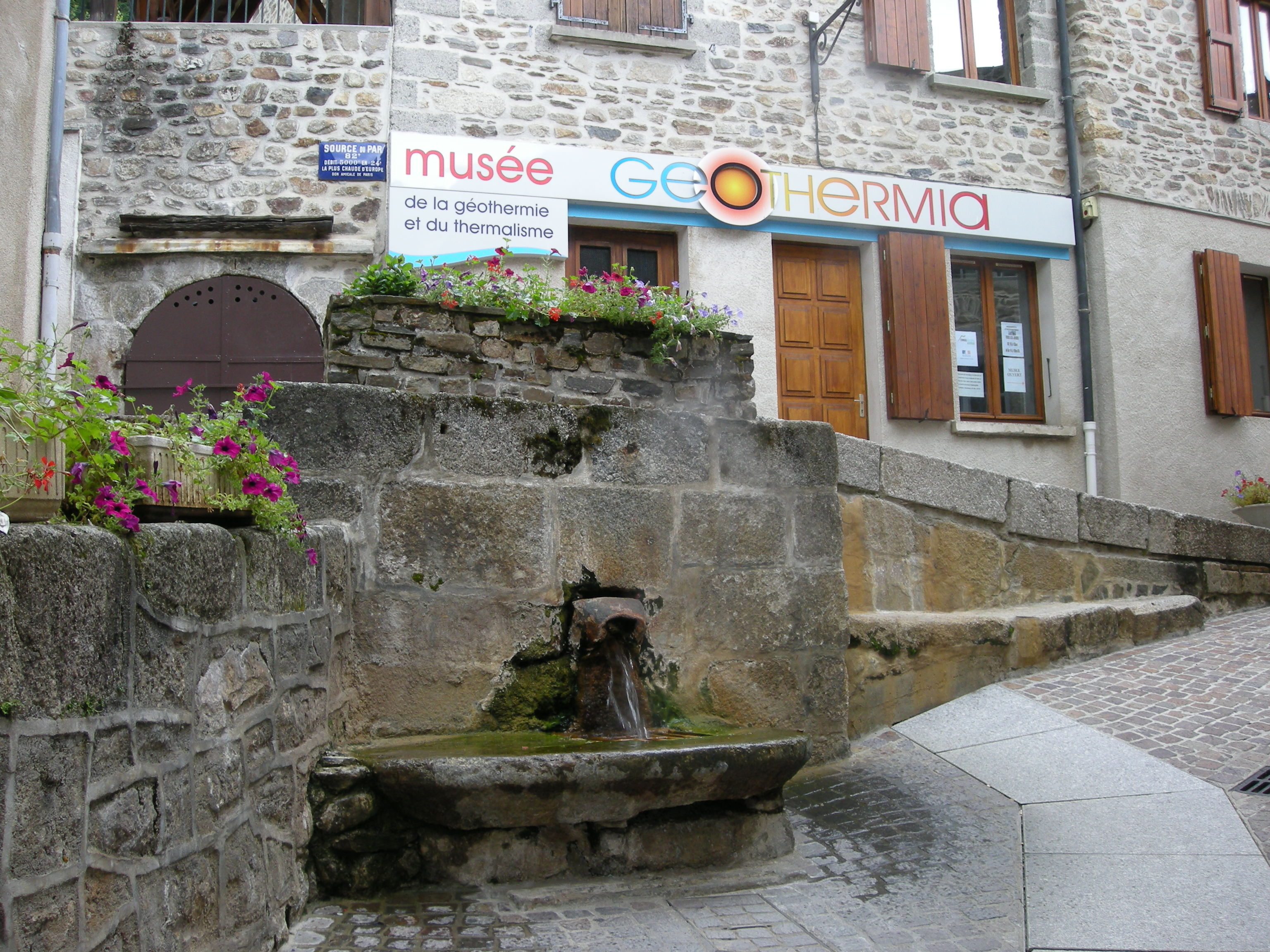
Музей геотермальной энергетики и гидротерапии
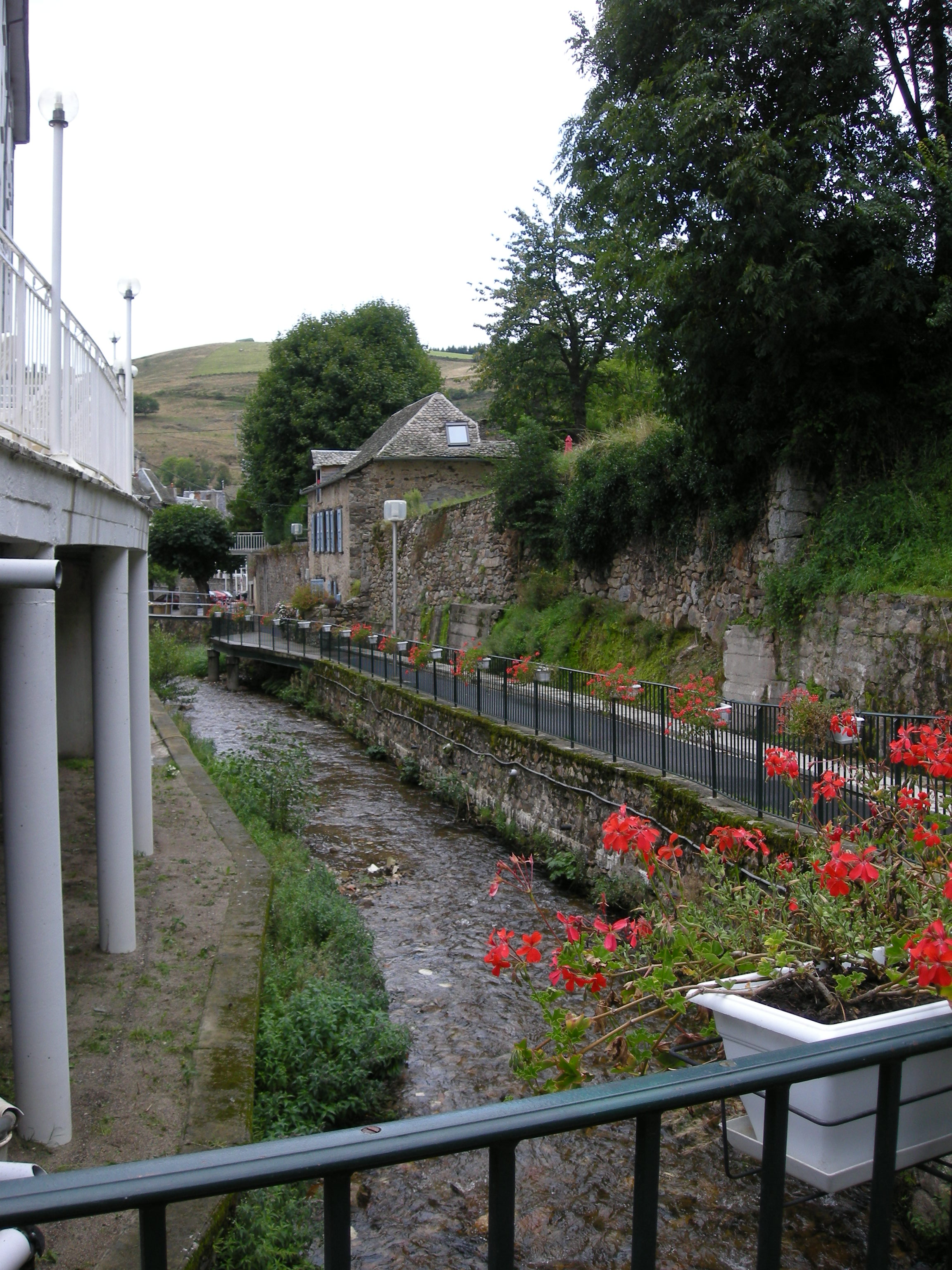
Ручей Ле-Ремонталу
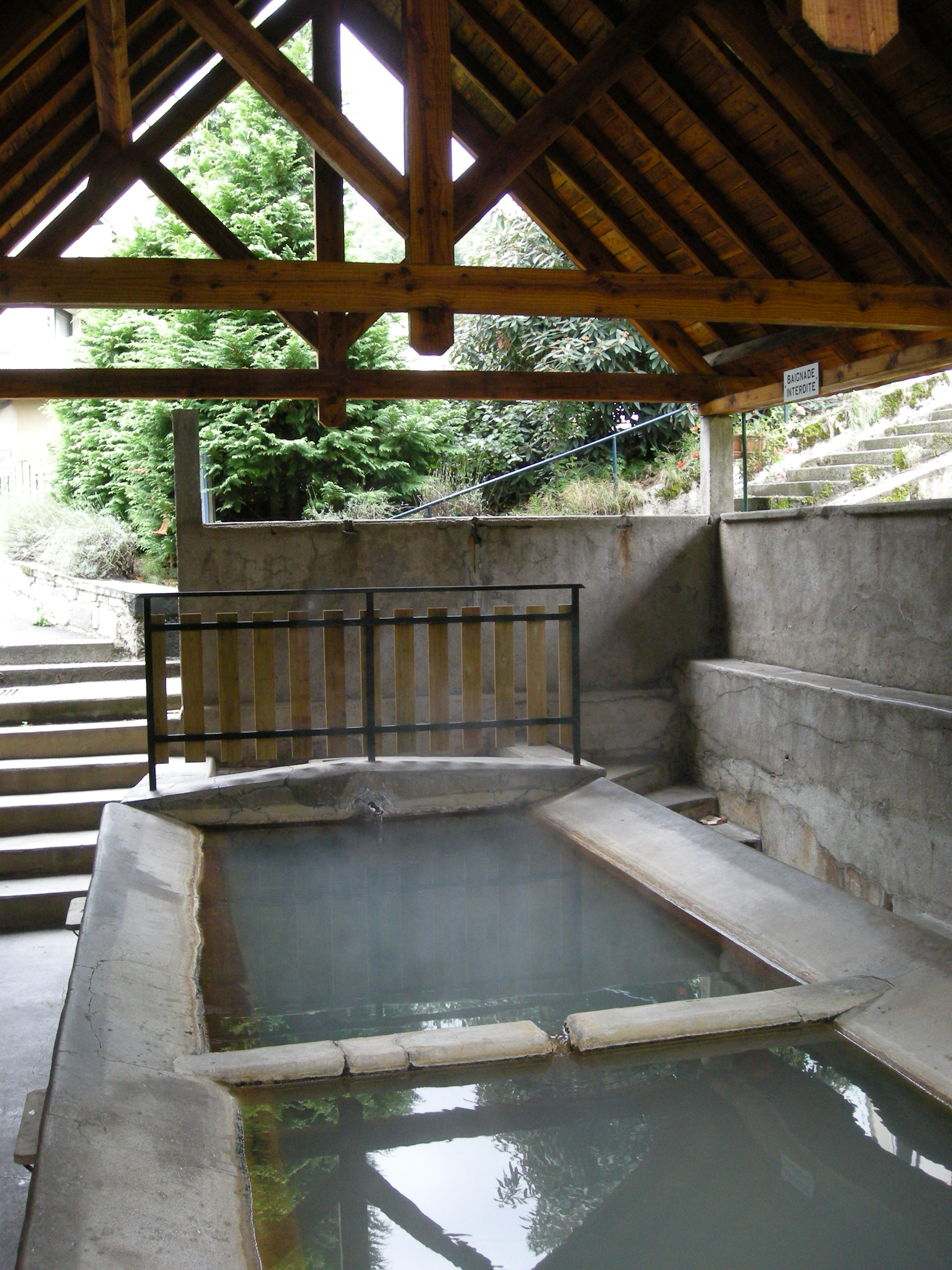
Прачечная